# Raparna tritonias
Raparna tritonias là một loài bướm đêm trong họ Noctuidae.